# 梁家河村
36°49′04″N 110°03′35″E / 36.81767°N 110.05974°E
梁家河村，是一个位于中国陕西省延安市延川县文安驿镇的村落，位于文安驿镇东南方向5公里处，北宋时因梁姓人家最早依河而居得名。根据2015年11月的统计数据，在合并了3个村后，该村下辖7个村民小组，有村民1187人。
2019年6月6日，梁家河村被住房和城乡建设部列入第五批中国传统村落名录。

## 与习近平的关系
该村因中共中央总书记习近平曾在此上山下乡而闻名。
梁家河村是习近平于20世纪60年代末至70年代初文化大革命期间，作为知识青年下乡参与劳动并担任党支部书记的地方，亦因此知名。习近平的超人体力就是在梁家河期间表现的。他2003年接受采访时自称「我那時候扛二百斤麥子，十里山路不換肩的」因为有文化，习近平后来还当上了村里的党支部书记。
2007年，习近平出任中共上海市委书记时期，李希是中共陕西省委常委兼延安市委书记。《北京之春》荣誉总编胡平表示：“李主持发动梁家河的村民给习近平写信，习近平还亲自回信，因此整个一个梁家河神话是从李希那里出来的，拍马屁拍到了点子上，正中习近平下怀。”。梁家河的村民2007、2008、2011和2014年四次写信给习近平，习近平每次都回信。2008年，时任中共陕西省委书记赵乐际委托李希向梁家河转达时任中共中央政治局常委、中央书记处书记习近平的问候。后来赵乐际、李希都晋升中共最高领导层，两人都是中共二十届的政治局常委，党内排名分别为第三和第七。
在2012年习近平出任中共中央总书记后，该村逐渐被开发为旅游景点和党建教育基地，在投资兴业、村容村貌、人均收入、交通通达程度等经济发展指标上获得一定进步。2015年，该村人均年度纯收入达到人民币1.5万元，并被确定为全国“一村一品”示范村，市场上也有产自该村的同名农产品。
已经当上中共中央总书记的习近平在2015年2月13日回梁家河村时说：“我人生第一步所学到的都是在梁家河。不要小看梁家河，这是有大学问的地方。”因此“梁家河大学问”也成了一个专有名词。
2018年，陕西人民出版社根据习近平等知识青年在梁家河参与劳动的经历，出版了纪实文学作品《梁家河》。

### 梁家河知青旧址和红色旅游
2014年，“梁家河知青旧址”被陕西省政府定陕西省文物保护单位，纪念馆前竖立语录牌：“陕西是根，延安是魂，延川是我第二故乡。——习近平”。
2015年5月，梁家河乡村文化旅游发展有限公司正式成立，开始运营红色旅游。
截至2020年，梁家河旅游景区带动百余户贫困户脱贫，拉动了上千人就业，贫困户每年户均增收2万元以上。2020年底，梁家河乡村文化旅游发展有限公司提供就业岗位125个，年接待92万人次，带动发展农家乐6家，小商店23家，农家宾馆3家，创收1300万元。
2018年，中国著名商人王健林到梁家河参观表态。